# Xilinx
Xilinx, Inc. (/ˈzaɪlɪŋks/ ZY -links) a fost o companie americană de tehnologie și semiconductori care a furnizat în principal dispozitive logice programabile. Compania a fost cunoscută pentru inventarea primei matrice de porți programabile în câmp (FPGA) viabilă din punct de vedere comercial și pentru crearea primului model de fabricație fără fabule.